# José del Amo del Amo
José del Amo del Amo (ur. 12 czerwca 1916 w Pumarejo de Tera, zm. 29 września 1936 w Serinyà) – hiszpański członek zakonu Misjonarzy Najświętszego Serca Jezusowego, męczennik, ofiara wojny domowej w Hiszpanii w latach 1936-39, błogosławiony Kościoła katolickiego.

## Życiorys
Urodził się w 1916 roku w Pumarejo de Tera. Wstąpił do zakonu Misjonarzy Najświętszego Serca Jezusowego, gdzie złożył śluby zakonne. W czasie wojny domowej w Hiszpanii został zamordowany przez rozstrzelanie 29 września 1936 w Serinyà razem z innymi 6 zakonnikami. W chwili śmierci miał 20 lat i był najmłodszy ze wszystkich swoich towarzyszy. 8 lipca 2016 papież Franciszek podpisał dekret o jego męczeństwie. Beatyfikacja jego i innych 6 zakonników-męczenników odbyła się 6 maja 2017.